# Šentlovrenc
Šentlovrenc je naselje v občini Trebnje.

## Zgodovina
Šentlovrenc je obcestna vas na obeh bregovih Temenice in občasno suhega Potoka, ki priteče iz Mačjega Dola. V kraju se križajo ceste proti Radohovi vasi, Velikemu Gabru, v Marovško dolino in v Trebnje . Staro jedro naselja je razporejeno na desnem bregu Temenice okrog župnijske cerkve svetega Lovrenca, kraj pa je bil v preteklosti krajevno, gospodarsko in kulturno središče z obratom podjetja Hrast z Mirne, dvema pletilskima obrtnikoma, hlevom za vzrejo bikov in pitališčem prašičev. Šentlovrenc je bil poseljen že v rimski dobi, kar dokazuje obsežno, deloma raziskano grobišče iz tega časa, kraj pa se prvič omenja leta 1178.
Cerkev svetega Lovrenca je baročna stavba s samostojno poudarjeno arhitekturo prezbiterija, sedež župnije pa je od leta 1863. V kraju je bila redna šola od leta 1869, šolsko poslopje pa je bilo zgrajeno leta 1868. Med zadnjo vojno je propadlo kopališče s kabinami in odrom za sončenje, ki je bilo urejeno leta 1934. Med NOB kraj ni utrpel večje škode, čeprav je bila tukaj nastanjena italijanska posadka, ki je stražila železniško progo. Na pokopališču je skupni grob štirih neznanih partizanov in litoželezni nagrobnik Franca Wiederkherna, izdelek livarne na Dvoru.
V šentlovrenški šoli se je rodila Marija Kmet (1891 – 1974), pisateljica, učiteljica, prevajalka in novinarka , od 1922 do smrti 1944 pa je tu v svoji hiši bival tudi Ivan Feliks Šašelj, duhovnik, zgodovinar in etnograf.